# 亚戈瑙克
亚戈瑙克，是匈牙利托尔瑙州所辖的一个村。总面积15.40平方公里，总人口238，人口密度15.5人/平方公里（2011年1月1日）。